# Elecciones presidenciales de Montenegro de mayo de 2003
Las elecciones presidenciales de 'Montenegro' fueron realizadas el 11 de mayo de 2003. Fueron las terceras elecciones realizadas en seis meses, teniendo como predecesoras las elecciones realizadas en diciembre de 2002 y en febrero de 2003, las cuales fueron consideradas inválidas por tener una participación electoral inferior al 50%. Durante las elecciones de mayo, la ley de participación electoral fue abolida. El resultado fue la victoria de Filip Vujanović, quién fue nominado por el Partido de los Socialistas Democráticos de Montenegro y el Partido Socialdemócrata de Montenegro, quién recibió 64.2% de los votos. Vujanović también había ganado las dos elecciones anteriores por una amplia mayoría de votos.

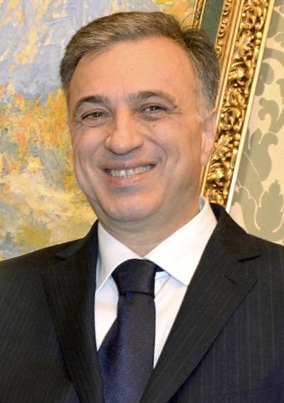
El Presidente de Montenegro Filip Vujanović en el Palacio del Quirinal en Roma en 2015.

## Resultados
| Candidato               | Partido                       | Votos   | %    |
| ----------------------- | ----------------------------- | ------- | ---- |
| Filip Vujanović         | DPS-SDP                       | 139.574 | 64.2 |
| Miodrag Živković        | Alianza Liberal de Montenegro | 68.169  | 31.4 |
| Dragan Hajduković       | Independiente                 | 9.501   | 4.4  |
| Votos en blanco/nulos   | Votos en blanco/nulos         | 4.508   | –    |
| Total                   | Total                         | 221.752 | 100  |
| Participación electoral | Participación electoral       | 458.888 | 48.4 |
| Fuente: Nohlen & Stöver |                               |         |      |